# パウラ・セリング
パウラ・セリング（ルーマニア語:Paula Seling、1978年12月25日 - ）は、ルーマニアの歌手、作曲家、ラジオDJである。オヴィディウ・チェルナウツェアヌと共にノルウェーで開催されるユーロビジョン・ソング・コンテスト2010のルーマニア代表として参加し、「Playing with Fire」を歌う。

## 来歴
バイア・マーレに生まれ育ち、6歳からピアノを習い始める。15歳のときに芸術学校に入って音楽を学んだ。数々の音楽祭に参加して受賞を重ね、1996年にはバック・ヴォーカルとしてチェルブル・デ・アウル国際音楽祭に参加し、その際にソロでの歌唱を求められた。1998年に初のアルバムとして、英語曲を収録した『Only Love』、ルーマニア語曲を収録した『Ştiu că Exist』がロトンより発売された。
2002年、チェルブル・デ・アウル国際音楽祭にて優勝を果たした。2003年にはMTVルーマニアの最優秀ビデオ・アーティストに選ばれる。2005年、独自のレコード・レーベル「Unicorn Records」を設立した。
2009年のチェルブル・デ・アウル国際音楽祭では審査員を務める。この時に音楽祭に参加し、セリングからの票を得たオヴィディウ・チェルナウツェアヌは彼女にデュエットを持ちかけ、セリングがこれに応えて2人の共演が実現した。2人はユーロビジョン・ソング・コンテスト2010のルーマニア代表を目指すことに決め、「Playing with Fire」を録音して代表選考に加わった。2010年1月27日、代表選考の予選を通過し、3月6日には決勝戦で優勝を果たし、ユーロビジョンのルーマニア代表となることが決まった。
これまでにアル・バノ（Al Bano）とのデュエットや、マイケル・ボルトン、ビヨンセ等の前座も経験している。

## 受賞とノミネート
| 年     | 種類                                               | 賞                                   | 結果 |
| ------ | -------------------------------------------------- | ------------------------------------ | ---- |
| 2002   | チェルブル・デ・アウル国際音楽祭                   | 金の牡鹿杯（最高賞）                 | 選出 |
| 2002   | ルーマニア音楽産業賞                               | 最優秀女性歌手                       | 選出 |
| 2002   | MTVルーマニア賞                                    | 最優秀ビデオ・クリップ・アーティスト | 選出 |
| 2002   | 雑誌"Avantaje"                                     | Woman of the Year                    | 選出 |
| 2000's | フィルドルフ・フェスティバル                       |                                      | 選出 |
| 2010   | ユーロビジョン・ソング・コンテスト・ルーマニア代表 |                                      | 選出 |

## アルバム
| 年   | 詳細 |
| ---- | --- |
| 1998 | Only Love - 発売: 1998年5月 - 形式: CD - レーベル: Roton                                                                           |
| 1998 | Ştiu că Exist - 発売: 1998年 - 形式: CD - レーベル: Roton                                                                          |
| 1998 | Colinde şi cântece sfinte - 発売: 1988年12月 - 形式: CD - レーベル: Cat Music - 注: クリスマス・アルバム。ナルチサ・スチウとの共作 |
| 1999 | De Dragoste - 発売: 1999年11月 - 形式: CD - レーベル: Roton - 注: コンピレーション・アルバム                                       |
| 2001 | Mă Voi Întoarce - 発売: 2001年 - 形式: オーディオ・テープ - レーベル: Cat                                                          |
| 2001 | Ştii ce înseamnă - 発売: 2001年7月 - 形式: CD - レーベル: Roton                                                                    |
| 2001 | Prima Selectie - 発売: 2001年11月 - 形式: CD - レーベル: Roton - 注: ベスト・アルバム                                              |
| 2002 | Albumul de Craciun - 発売: 2002年12月 - 形式: CD - レーベル: Roton - 注: クリスマス・アルバム                                      |
| 2003 | Fără Sfârşit - 発売: 2003年5月13日 - 形式: CD - レーベル: Roton, Universal                                                         |
| 2006 | De Sărbători - 発売: 2006年12月3日 - 形式: CD - レーベル: Roton - Note: クリスマス・アルバム                                       |
| 2009 | Culeg Vise - 発売: 2009年1月 - 形式: CD、ディジタル・ダウンロード - レーベル: Universal, Unicorn                                   |
| 2009 | Believe - 発売: 2009年6月10日 - 形式: CD - レーベル: Roton, Universal - 注: 英語曲                                                 |
| 2010 | 未定 - 発売: 2010年 - Note: 未発売。オヴィディウ・チェルナウツェアヌとの共作                                                       |